# 1783
1783 (MDCCLXXXIII) je bilo navadno leto, ki se je po gregorijanskem koledarju začelo na sredo, po 11 dni počasnejšem julijanskem koledarju pa na nedeljo.

## Dogodki
- 3. september - ZDA so priznane kot neodvisna država

Neznan datum
- ukinjen Krimski kanat, ustanovljen 1449
- izide molitvenik Mikloša Küzmiča (Kniga Molitvena)

## Rojstva
Neznan datum
- Ali-paša Rizvanbegović, osmanski vezir († 1851)

## Smrti
- 18. september - Leonhard Euler, švicarski matematik, fizik, astronom (* 1707)
- 29. oktober - Jean le Rond d'Alembert, francoski filozof, fizik, matematik (* 1717)